# Mitomycin C
Mitomycin C, häufig nur als Mitomycin bezeichnet, ist ein Arzneistoff aus der Gruppe der Mitomycine und wird als Zytostatikum verwendet. Es gehört zu den sogenannten Tumorantibiotika.

## Einführung
Mitomycin C ist ein Antibiotikum und wurde 1958 aus Streptomyces caespitosus isoliert. Es ist wirksam gegenüber gram-positiven Bakterien und einigen Viren. Heute wird es nur noch als Zytostatikum eingesetzt.

## Pharmakologie

### Wirkungsmechanismus
Nach einer enzymatischen Aktivierung hemmt es die DNA-Synthese. Mitomycin C interkaliert zwischen zwei Strängen der DNA. In der Folge werden die DNA-Stränge kovalent miteinander verbunden, sodass eine Dissoziation der DNA-Stränge, wie sie zur Replikation bzw. auch zur Transkription benötigt wird, nicht mehr möglich ist. Als Folge der häufig für die Zelle irreparablen DNA-Schäden wird nach Aktivierung bestimmter Signalkaskaden ein Arrest des Zellzyklus mit folgender Apoptose ausgelöst.

### Aufnahme und Verteilung im Körper (Pharmakokinetik)
Nach intravenöser Gabe finden sich hohe Konzentrationen von Mitomycin C in Niere, Muskel, Herz, Lunge, Zunge, Galle und Urin. Die Substanz wird schnell in der Leber, Niere, Milz und im Herzen durch Enzyme inaktiviert. Die Ausscheidung erfolgt hauptsächlich über die Niere.

### Unerwünschte Wirkungen (Nebenwirkungen)
Häufige Nebenwirkungen
| Nebenwirkung           | Index |
| ---------------------- | ----- |
| Knochenmarksschädigung | 1     |
| Haut-Nekrosen          | 3     |
| Hautausschlag          | 1     |
| Haarausfall            | 0     |
| Schleimhautentzündung  | 0     |
| Übelkeit + Erbrechen   | 1     |
| Leberschädigung        | 0     |
| Schädigung des Herzens | 1     |
| Allergie               | 0     |
| Lungenfibrose          | 2     |
| Nierenschädigung       | 2     |
| Schädigung des ZNS     | 0     |
| Periphere Neuropathie  | 0     |

0 = sehr sanft oder sehr selten; 1 = gelegentlich, aber nicht schwerwiegend; 2 = bedeutsam; 3 = schwerwiegend oder häufig

### Wechselwirkungen mit anderen Medikamenten
- Die Kombination mit Vinca-Alkaloiden und Bleomycin verstärkt die lungenschädigende Wirkung.
- Die gleichzeitige Gabe von Doxorubicin und Mitomycin C verstärkt die herzschädigende Wirkung des Doxorubicins.
- Vitamin-B6-Gabe führt zu Wirkungsverlusten von Mitomycin C.

## Anwendungsgebiete (Indikationen)
- Analkarzinom (kombiniert mit 5-Fluoruracil, im Rahmen einer Radiochemotherapie)[6]
- Blasenkrebs (über einen Katheter wird in Natriumchlorid-Lösung gelöstes Mitomycin C in die Blase instilliert)
- Magen-, Lungen-, Bauchspeicheldrüsen-, Darm-,  Brust-, Leberzell-, Gebärmutterhals-, Speiseröhren-Krebs
- Kopf-Hals-Karzinome
- Osteosarkom
- Hyperthermische Intraperitoneale Chemotherapie (HIPEC)

Weiterhin erfolgt die Anwendung nach bestimmten chirurgischen Eingriffen am Auge zwecks Vorbeugung von Narbenbildung (Rezepturarzneimittel, phosphatgepufferte Augentropfen).

## Gegenanzeigen (Kontraindikationen)
- Verminderte Knochenmarkfunktionen
- Blutungsneigung
- Leber-, Lungen- und Nierenschäden
- schlechter Allgemeinzustand
- bekannte Überempfindlichkeit gegen Mitomycin C

## Analytik
Zur Therapiekontrolle und zur Minimierung unerwünschter Arzneimittelwirkungen stehen Verfahren zur sicheren Quantifizierung von Mitomycin C in unterschiedlichen Matrices zur Verfügung. Zur Anwendung kommen, nach adäquater Probenvorbereitung, Kombinationen chromatographischer Trennverfahren mit der Massenspektrometrie.

## Handelsnamen
Monopräparate
Amétycine (D), Mitem (D), Urocin (D), Mito-medac (D), diverse Generika (D, A)